# MotoGP
|  | Aquest article tracta sobre la categoria reina del mundial de motociclisme. Si cerqueu l'article sobre la modalitat de la velocitat, vegeu «Motociclisme de velocitat». |

MotoGP és la categoria màxima del Campionat del Món de Motociclisme de velocitat. L'any 2002 va passar a substituir la categoria dels 500cc (motocicletes de dos temps fins a 500 cc de cilindrada), tot permetent-s'hi inicialment motors de quatre temps fins a 990 cc. D'ençà de la temporada 2012, la cilindrada màxima permesa són els 1.000 cc.
El campionat està organitzat per la FIM (Fédération Internationale de Motocyclisme) i l'empresa espanyola Dorna Sports.

## Història
La categoria reina del motociclisme de velocitat ha canviat diverses vegades en els darrers anys, ja que al llarg de la seva existència, la FIM n'ha anat modificat les especificacions. Des de mitjans de la dècada de 1970 fins al 2001, la categoria màxima permetia cilindrades de fins a 500cc amb un màxim de 4 cilindres, tant si el motor era de dos com de quatre temps. En conseqüència, totes les motos eren de dos temps atesa la potència superior d'aquesta mena de motors a igualtat de cilindrada. Al mateix temps, la majoria de les motocicletes d'aquesta categoria eren quadri-cilíndriques per a obtenir la màxima potència possible, tot i que n'hi havia alguna de dos i de tres cilindres l'únic avantatge de les quals era el seu pes inferior, la qual cosa els proporcionava major velocitat a la sortida dels revolts.
El 2002 s'instaurà la nova categoria MotoGP en substitució de l'antiga de 500cc i s'hi introduïren canvis en la reglamentació per a facilitar l'eliminació gradual dels dos temps: es va permetre als fabricants de triar entre motors de dos temps fins a 500 cc o de quatre fins a 990 cc. També podien triar lliurement la configuració del motor. Malgrat l'increment significatiu de costos que implicava el desenvolupament d'una nova moto de quatre temps, aviat aquesta nova motorització es va imposar sobre els dos temps, oimés tenint en compte els 490 cc d'avantatge sobre aquests. Com a resultat, el 2003 no quedaven màquines de dos temps a MotoGP. El 2007, la cilindrada màxima dels motors es reduí a 800 cc per un mínim de 5 anys (sense reduir per això les restriccions de pes existents), i de cara a la temporada 2012 es tornà a augmentar, aquest cop a 1.000 cc.

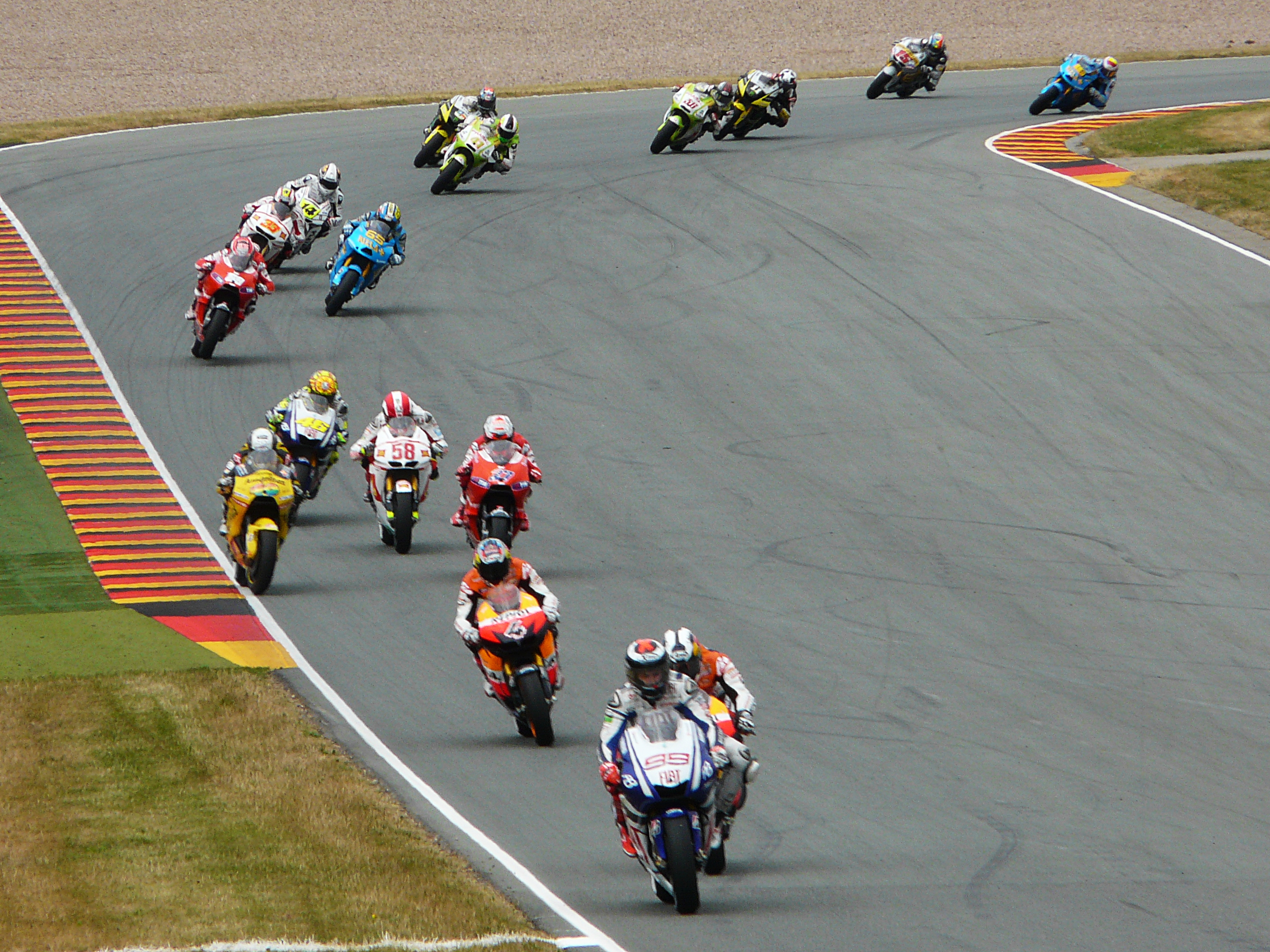
Cursa de MotoGP a Sachsenring durant el GP d'Alemanya de 2010

Al mateix temps que creava la nova categoria MotoGP, la FIM, en veient l'augment de velocitat assolida gràcies als avenços en el disseny i l'enginyeria, introduí canvis de regulació relacionats amb el pes i la quantitat de combustible disponible per tal d'augmentar la seguretat: el pes mínim les motos de 4 cilindres s'incrementà en 3 kg i es restringí la quantitat de combustible disponible per a la cursa, passant gradualment dels 26 litres permesos el 2004 fins a 21 litres del 2007 en endavant.
Malgrat que les motos d'aquesta categoria no tenen restriccions pel que fa a la configuració dels motors, el nombre de cilindres emprats en el motor determina el pes mínim legal de la moto; així, el pes dels cilindres addicionals actua com una mena de desavantatge. Això cal perquè, per a una cilindrada donada, un motor amb més cilindres dona més potència: a més cilindres, més gran és l'àrea dels pistons i més curta la carrera. L'augment de l'àrea del pistó permet un augment de la superfície total de la vàlvula, permetent l'entrada de més aire i combustible al motor, i la carrera més curta permet més altes revolucions a la mateixa velocitat del pistó, provocant tot plegat més potència amb menys consum de combustible. El 2004 es van introduir motocicletes amb tres, quatre i cinc cilindres. Fins i tot el fabricant Blata presentà un motor de sis cilindres, però no va arribar a les graelles de sortida. Actualment, el millor compromís entre pes, potència i consum de combustible sembla venir donat pels motors de quatre cilindres, configuració adoptada per tots els competidors durant la temporada 2009 (ja sigui en "V" o en línia).
L'11 de desembre de 2009, la Grand Prix Commission (ens regulador del mundial) anuncià els nous límits establerts per a la categoria de MotoGP (1.000 cc, 4 cilindres i diàmetre de 81 mm). Els canvis foren ben rebuts pels equips oficials. Al mateix temps, del 2012 ençà els equips no pertanyents a algun dels principals fabricants podran sol·licitar status de Claiming Rule Team ("Equip acollit a la regla de reclamació"), abreujat CRT. El CRT està pensat per a permetre als equips independents de ser competitius amb un cost menor i augmentar així el nombre de participants a MotoGP. Els equips CRT s'acolliran a normes menys restrictives sobre el nombre de motors que es poden fer servir durant la temporada, i la quantitat de combustible permesa durant la cursa serà més gran. En virtut de la "Regla de reclamació" (Claiming Rule), aquests equips es comprometen a permetre que els grans equips oficials els puguin comprar fins a quatre dels seus motors per temporada, a un preu de 20.000 € cadascun (amb transmissió inclosa), o 15.000 € pel motor sol.

### Cronologia

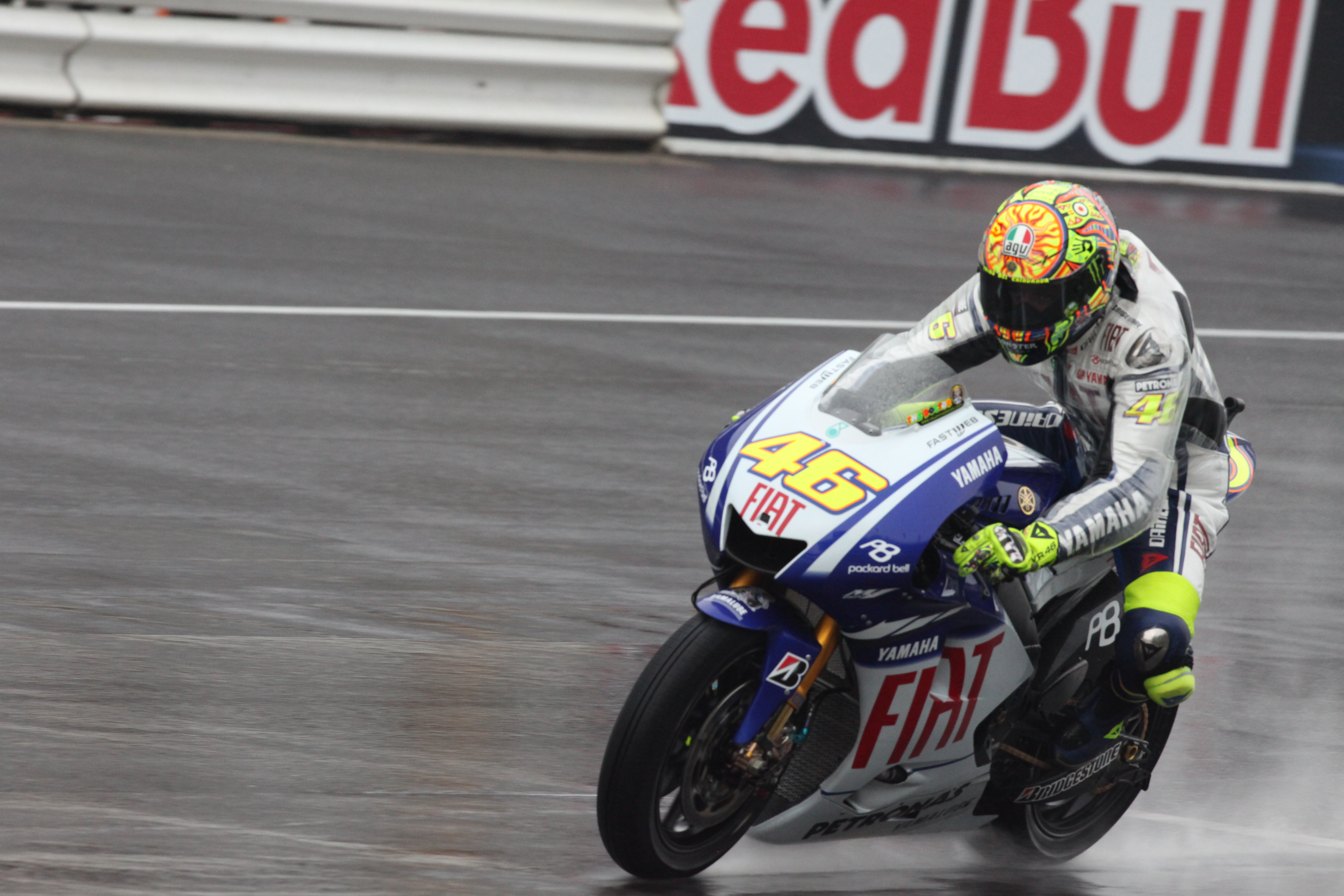
Valentino Rossi amb la Yamaha als entrenaments del de 2009

- 2002: Es crea la nova categoria de MotoGP, que substitueix la de 500cc. S'hi admeten motors de 4 temps fins a 990cc o de dos temps fins a 500cc.
- 2004: Les graelles de sortida passen de 4 a 3 motos per fila. Makoto Tamada guanya per primer cop una cursa de MotoGP amb pneumàtics Bridgestone, al GP del Brasil.
- 2005: S'hi adopta la norma flag-to-flag, permetent els pilots d'aturar-se a boxes per a canviar la moto en cas de començar a ploure a mitja cursa.
- 2007: La categoria es restringeix a 800cc 4 temps.
- 2008: Dunlop se'n retira
- 2009: Michelin se'n retira i Bridgestone n'esdevé l'únic proveïdor de pneumàtics.[4][5] Kawasaki suspèn les activitats a la categoria durant el 2009 i estudia privatitzar el seu equip. Dani Pedrosa aconsegueix amb l'Honda RC212V 800cc el rècord de velocitat màxima amb una motocicleta de competició en MotoGP, durant els entrenaments lliures del GP d'Itàlia, establint-la en 349,288 km/h.[6]
- 2011: El pilot Marco Simoncelli es mor a Sepang.[7]
- 2012: S'augmenta la cilindrada màxima a 1.000cc.[8]

## Reglamentacions
La graella de sortida conté uns 20 corredors i d'ençà del 2004 es compon de tres columnes. El 2005, s'hi introduí una nova reglamentació flag-to-flag ("de bandera a bandera"). Anteriorment, si començava a ploure enmig d'una cursa iniciada en sec, tant els corredors com els organitzadors podien aturar-la ("bandera vermella") i després tornar-la a iniciar o bé continuar amb pneumàtics per a pluja. A partir d'aleshores, si plou es mostra bandera blanca, indicant que els pilots poden aturar-se a boxes, si volen, per a canviar la moto per una altra d'idèntica però amb pneumàtics diferents (ja siguin intermedis o slicks) i amb altres subtils diferències, com ara rotors de fre d'acer i diferents pastilles de fre, en comptes dels discos i les pastilles de carboni que es munten a les motos "seques". El motiu és que els frens de carboni s'han d'escalfar per a funcionar correctament, i l'aigua els refreda massa. La suspensió també es "suavitza" una mica a la moto per a pluja.
D'ençà de 2007 i durant un període mínim de 5 anys, la FIM prohibí els motors de 2 temps i limità els motors a 800cc i quatre temps, amb la capacitat màxima del dipòsit de 21 litres. Darrerament, a causa de la crisi financera global s'hi estan introduint més canvis en vistes a reduir-ne els costos, entre els quals la reducció de les sessions d'entrenament de divendres, la prohibició de suspensions actives, el llançament de frens i elements de ceràmica composta (que allarguen la vida útil del motor) i la reducció de les sessions de proves.
Ducati va reintroduir els dispositiu de punta d'ala el 2015 com a part del seu desenvolupament aerodinàmic, que ràpidament van incorporar Yamaha i Honda seguint el seu exemple, però foren prohibits en 2017 per motius de seguretat.
A partir del 2023, es van prohibir els dispositius d'alçada davantera (holeshot), habituals a MotoGP des de finals de 2018, quan Ducati va introduir per primera vegada un sistema que podia baixar la part posterior de la seva moto per ajudar a accelerar fora de la línia per a la sortida de la cursa.

### Especificacions del motor
- Configuració: V2, V4 o 4 en línia
- Cilindrada: 1.000 cc
- Cicle del motor: 4 temps
- Vàlvules: 16 vàlvules
- Distribució: Arbre de lleves (DOHC), 4 vàlvules per cilindre.
- Combustible: Sense plom, 100 octans (qualsevol mena de combustible).
- Alimentació: Injecció.
- Aspiració: Motor d'aspiració natural.
- Potència: 240 CV
- Lubricació: Càrter humit.
- Màxim de revolucions: 17.500 - 18.000 rpm.
- Velocitat màxima: 349 km/h
- Refrigeració: Bomba d'aigua individual.

### Pesos mínims
| Nombre de cilindres | Mínim 2002 | Mínim 2007 | Mínim 2010 |
| ------------------- | ---------- | ---------- | ---------- |
| 2                   | 135 kg     | 137 kg     | 135 kg     |
| 3                   | 135 kg     | 140,5 kg   | 142,5 kg   |
| 4                   | 145 kg     | 148 kg     | 150 kg     |
| 5                   | 145 kg     | 155,5 kg   | 157,5 kg   |
| 6                   | 155 kg     | 163 kg     | 165 kg     |

### Pneumàtics
El 2007, les noves regulacions de la categoria limitaren el nombre de pneumàtics a fer servir durant els entrenaments, qualificacions i cursa a un màxim de 31 per pilot (14 d'anteriors i 17 de posteriors). L'únic equip participant amb pneumàtics Dunlop durant el 2007, Yamaha Tech 3, es va passar a Michelin el 2008. Aquella temporada, les regles tornaren a ser modificades per a permetre més pneumàtics per cap de setmana de curses, deixant-los en 40 (18 d'anteriors i 22 de posteriors).
De cara al 2009, 2010 i 2011, la FIM va designar com a proveïdor de pneumàtics a Bridgestone (Michelin deixà de subministrar-ne a MotoGP). Bridgestone proporciona 4 diferents tipus de pneumàtics anteriors, 6 de posteriors i un tipus per a mullat per a la temporada sencera. Per a cada Gran Premi, aquest proveïdor en proporciona només 2 tipus d'anteriors i posteriors. Per tal de garantir la imparcialitat, els pneumàtics s'assignen als corredors a l'atzar.

## Campions
A 17 de novembre de 2024
| Edició | Any  | Pilot             | Motocicleta |
| ------ | ---- | ----------------- | ----------- |
| I      | 2002 | Valentino Rossi   | Honda       |
| II     | 2003 | Valentino Rossi   | Honda       |
| III    | 2004 | Valentino Rossi   | Yamaha      |
| IV     | 2005 | Valentino Rossi   | Yamaha      |
| V      | 2006 | Nicky Hayden      | Honda       |
| VI     | 2007 | Casey Stoner      | Ducati      |
| VII    | 2008 | Valentino Rossi   | Yamaha      |
| VIII   | 2009 | Valentino Rossi   | Yamaha      |
| IX     | 2010 | Jorge Lorenzo     | Yamaha      |
| X      | 2011 | Casey Stoner      | Honda       |
| XI     | 2012 | Jorge Lorenzo     | Yamaha      |
| XII    | 2013 | Marc Márquez      | Honda       |
| XIII   | 2014 | Marc Márquez      | Honda       |
| XIV    | 2015 | Jorge Lorenzo     | Yamaha      |
| XV     | 2016 | Marc Márquez      | Honda       |
| XVI    | 2017 | Marc Márquez      | Honda       |
| XVII   | 2018 | Marc Márquez      | Honda       |
| XVIII  | 2019 | Marc Márquez      | Honda       |
| XIX    | 2020 | Joan Mir          | Suzuki      |
| XX     | 2021 | Fabio Quartararo  | Yamaha      |
| XXI    | 2022 | Francesco Bagnaia | Ducati      |
| XXII   | 2023 | Francesco Bagnaia | Ducati      |
| XXIII  | 2024 | Jorge Martín      | Ducati      |

## Estadístiques

### Campions múltiples
| Pilot             | Títols |
| ----------------- | ------ |
| Valentino Rossi   | 6      |
| Marc Márquez      | 6      |
| Jorge Lorenzo     | 3      |
| Casey Stoner      | 2      |
| Francesco Bagnaia | 2      |

### Títols per nacionalitat
| País          | Total |
| ------------- | ----- |
| Itàlia        | 8     |
| Catalunya     | 6     |
| Illes Balears | 4     |
| Austràlia     | 2     |
| Estats Units  | 1     |
| França        | 1     |
| Espanya       | 1     |
| Total         | 23    |

1. ↑   No s'hi compten els títols aconseguits per pilots catalans o mallorquins